# Magda Genuin
Magda Genuin, née le 17 juin 1979 à Agordo, dans la province de Belluno, en Vénétie, est une fondeuse italienne.

## Biographie
Magda Genuin débute en Coupe du monde en 2000 et remporte son premier podium en épreuve individuelle (3e place) le 26 janvier 2008 à Canmore. En 2010, elle réalise sa meilleure performance en Coupe du monde avec une deuxième place lors du sprint libre de Rybinsk puis termine cinquième du sprint classique des Jeux olympiques de Vancouver. Elle annonce avant le début de la saison 2011-2012, qu'elle ne concourra plus à haut niveau en ski de fond.

## Palmarès

### Jeux olympiques
| Épreuve / Édition                         | Salt Lake City 2002 | Turin 2006 | Vancouver 2010 |
| Sprint                                    | 22e                 | 19e        | 5e             |
| 10 km                                     |                     | 48e        |                |
| Sprint par équipes                        |                     |            |                |
| Poursuite 7,5 km classique + 7,5 km libre |                     |            |                |
| 30 km départ en ligne                     |                     |            |                |
| Relais 4 × 5 km                           |                     |            |                |

### Championnats du monde
| Épreuve / Édition                         | Épreuve / Édition         | Val di Fiemme 2003 | Oberstdorf 2005 | Sapporo 2007 | Liberec 2009 | Oslo 2011 |
| Sprint                                    | Classique                 |                    |                 | 28e          |              |           |
| Sprint                                    | Libre                     | 17e                |                 |              | 14e          | 17e       |
| Sprint par équipes                        |                           |                    |                 |              |              |           |
| Poursuite 7,5 km classique + 7,5 km libre |                           |                    |                 |              |              |           |
| 10 km                                     | Classique                 | 42e                |                 |              |              |           |
| 10 km                                     | Libre                     |                    |                 | 12e          |              |           |
| 10 km                                     | Poursuite                 | 38e                |                 |              |              |           |
| 15 km Classique départ en ligne           |                           |                    |                 |              |              |           |
| 30 km                                     | Classique départ en ligne |                    |                 |              |              |           |
| 30 km                                     | Libre départ en ligne     |                    |                 |              |              |           |
| Relais 4 × 5 km                           | Relais 4 × 5 km           |                    |                 | 6e           |              |           |

### Coupe du monde
- Meilleur classement final : 21e en 2009.
  - Meilleur classement en sprint : 7e en 2009.
- 11 podiums : 
  - 7 podiums par équipes, dont 4 victoires.
  - 4 podiums en épreuve individuelle.